# Melinda Czink
Melinda Czink (n. 22 de octubre de 1982) es una jugadora de tenis profesional con residencia en Florida. Nació en Budapest, Hungría. 

## Carrera
El 1 de marzo de 2004 Czink alcanzó el n.º 64 de la clasificasción de la WTA, siendo este el más alto de su carrera.
Czing ha jugado una final dentro del circuito de la WTA en Camberra en 2005, donde perdió frente a Ana Ivanović por 5-7, 1-6. Dentro del circuito de la ITF Czing ha ganado 17 títulos.

## Títulos

### Títulos individuales
| Legend           |
| Grand Slam (0)   |
| Torneos WTA (0)  |
| Tier I (0)       |
| Tier II (0)      |
| Tier III (0)     |
| Tier IV & V (0)  |
| Títulos ITF (18) |

| No. | Fecha                    | Torneo           | Superficie    | Oponente en la final | Resultado   |
| 1.  | 4 de febrero de 2001     | Estambul         | Dura          | Magdalena Zdenovcova | 5–7 6–1 6–2 |
| 2.  | 30 de septiembre de 2001 | Raleigh          | Tierra batida | Ally Baker           | 6–3 6–2     |
| 3.  | 7 de octubre de 2001     | Aventura         | Tierra batida | Neyssa Etienne       | 6–4 6–3     |
| 4.  | 27 de enero de 2002      | Miami            | Dura          | Lindsay Lee-Waters   | 7–5 6–2     |
| 5.  | 3 de febrero de 2002     | Saltillo         | Dura          | Petra Russegger      | 6–1 3–6 6–4 |
| 6.  | 10 de febrero de 2002    | Monterrey        | Dura          | Yuliana Fedak        | 6–3 3–6 6–1 |
| 7.  | 17 de febrero de 2002    | Matamoros        | Dura          | Melisa Arévalo       | 6–2 6–3     |
| 8.  | 12 de mayo de 2002       | Sea Island       | Tierra batida | Ashley Harkleroad    | 6–1 5–7 6–3 |
| 9.  | 18 de mayo de 2003       | Bromma           | Tierra batida | Ivana Abramovic      | 6–1 6–2     |
| 10. | 22 de junio de 2003      | Lenzerheide      | Tierra batida | Stefanie Haidner     | 6–3 6–3     |
| 11. | 20 de julio de 2003      | Módena           | Tierra batida | Sun Tiantian         | 6–3 6–3     |
| 12. | 23 de noviembre de 2003  | Puebla           | Dura          | Carla Tiene          | 6–3 6–2     |
| 13. | 1 de febrero de 2004     | Waikoloa         | Dura          | María Emilia Salerni | 7–6 6–2     |
| 14. | 28 de noviembre de 2004  | San Luis Potosí  | Dura          | Mariana Díaz Oliva   | 6–0 5–7 6–3 |
| 15. | 28 de enero de 2007      | Waikoloa         | Dura          | Edina Gallovits      | 6–2 6–3     |
| 16. | 5 de agosto de 2007      | Washington D. C. | Dura          | Olga Savchuk         | 7–5 7–5     |
| 17. | 30 de septiembre de 2007 | Ashland          | Dura          | Varvara Lepchenko    | 6–1 2–6 6–4 |
| 18. | 12 de octubre de 2008    | Pittsburgh       | Dura          | Varvara Lepchenko    | 6–2 3–6 6–1 |